# Die unerhörte Reise der Familie Lawson
Die unerhörte Reise der Familie Lawson  (Originaltitel: In the Lives of Puppets) ist ein Science-Fiction-Roman des US-amerikanischen Schriftstellers T. J. Klune. Die englischsprachige Erstausgabe erschien 2023 bei TOR. Die deutsche Übersetzung von Michael Pfingstl wurde 2023 im Heyne Verlag veröffentlicht.
Der verzweifelte Versuch von Victor Lawson, seinen Vater zurückzuholen, der von „Der Instanz“ entführt wurde.

## Handlung

### Teile
Das Buch ist in vier Teile unterteilt.

#### Der Wald
Gio lebt mit seinem mutmaßlichen Adoptivsohn Victor (Vic) in mehreren (Baum-)Häusern in einem großen Wald. Er liebt alte Musik von Miles Davis und Beryl Davis.
Vic vertreibt sich die Zeit damit, auf einem nahegelegenen Schrottplatz, der einzigen Spur von Zivilisation im weiten Umkreis, Bastelmaterial zu suchen. Hilfe erhält er dabei von zwei Androiden, die er bereits gefunden und repariert hat. Als er einen dritten findet, repariert und ihm „Leben“ einhaucht, ändert sich sein ruhiges Leben abrupt. Glatte Männer, Agenten der Instanz, tauchen auf und nehmen Giovanni mit sich in einem fliegenden Hai.

#### Die Reise
Victor macht sich mit Tom, Rambo und Schwester Grob auf, Giovannis Spuren aufzunehmen.
Sie treffen den Kutscher, einen Sammler und Schausteller, der ihnen nach einigen Wirrungen bei der Suche hilft.

#### Die Stadt
Im Außenbezirk der Stadt der elektrischen Träume, die wohl viel früher Las Vegas gewesen sein könnte, treffen die fünf auf einen alten Bekannten des Kutschers, der als Schweigegeld die vier in die Stadt bringt. Dort müssen sie zunächst in ein riesiges Roboterbordell, wo sie die blaue Fee treffen, die ihnen wichtige Informationen für die weitere Reise gibt, was aber nicht unproblematisch abläuft.
Im Turm der Gnade treffen sie neben einem anderen TAMM auch Giovanni, das Wiedersehen verläuft allerdings unerwartet.

#### Man fängt noch einmal ganz von vorne an
Zwei Beteiligte verlieren ihr Herz und ihre Erinnerungen.
Sie machen sich aber zusammen auf, eine gemeinsame Zukunft zu gestalten und wieder zusammenzufinden.

## Philosophisches

### Totalitarismus
Die Instanz überwacht alles, in der Stadt und auch über Land.
Dissidenten werden umprogrammiert oder vernichtet.
Freie Gedanken sind unerwünscht und werden wo möglich unterdrückt oder ausgeschaltet.

### Demenz
Der Umgang mit der Elterngeneration oder auch mit einzelnen Betroffenen. Wird die Erinnerung bewusst gefiltert? Welche Einflüsse sind möglich? Möchte man sich an alles erinnern? Ist ein reload möglich?

### Vergebung
Insbesondere der Kutscher und Vic, aber auch Vic, Tom und Gio diskutieren über persönliche Schuld und die Möglichkeit der Vergebung. Parallelen mit der Diskussion über den Holocaust und die Rehabilitierung der Täter bieten sich hier an. Können Haupttäter sich ändern? Gibt es eine Wiedergutmachung? Kann die Nachwelt vergeben oder nur die tatsächlichen Opfer?

## Bezüge zum Originaltitel
In the Lives of Puppets, bezieht sich offenbar auf Pinocchio, dies zeigt sich an mehreren Stellen.
Generell ist die Frage, ob Androiden mit Leben beseelt werden können, aber auch, wie weit Menschen Marionetten sind und sich befreien können.

### Zitate
Als Motto der ersten drei Teile stehen Zitate aus Pinocchio.
- „Gewissen ist die leise innere Stimme, auf die die Menschen nicht hören wollen“.
- „Vor dem Tod hast du keine Angst?“
- „Wie albern doch mein Leben als Marionette war! Und wie glücklich ich jetzt als echter Junge bin“.

### Der Wal
Der fliegende Hai ist eigentlich ein Wal, der wie bei Pinocchio die Reisenden auf ihrer Heimreise aufnimmt.

## Hauptfiguren
Victor Lawson
Ein Mensch, der auf dem Schrottplatz Bestandteile von alten Robotern sucht und diese wieder in Stand setzt.
Giovanni Lawson
General-Innovations-Operator, ein Schöpfer von Tod und Leben und Vic.
Rambo
Der Staubsaugerroboter.
Laut Danksagung am Ende des Buches war sein Pendant in der realen Welt der Auslöser für das Buch.
Schwester Grob
Krankenschwesternmodell 6-10-JQN, Serie Alpha, Auch „Gerät für Reha, Operationen und Bohren“.
Wehrhaft mit Wort, Tentakeln und Bohrern. Mit sadistischen Neigungen und einem extra Empathieprotokoll. Vom Grundkonzept her nur für Menschen hilfreich.
Tom
eigentlich TAMM „Töte alle Menschen Maschine“ 217. Sehr erfolgreich
Der Kutscher:
Sammler von Menschlichen Artefakten, der durch die Lande zieht, sammelt und Ausstellungen mit Führung durch seine Sammlung anbietet. Sein Vehikel ist ein erstaunliches Haus, welches sehr wandlungsfähig ist.
Bernard:
Ein Logistikroboter mit außergewöhnlichen Vorlieben, der dem Kutscher einen Gefallen schuldig ist.
Die Blaue Fee:
Betreiberin des „Paradies“ in der Stadt der Träume, mit ihrer Helferin, der Blauen Elfe und dem Torwächter etablierte sie hier einen Sündenpfuhl, der nur existieren darf, weil sie einen Teil der Daten ihrer Kundschaft an die Instanz weitergibt.